# Berliet VUB
Le Berliet VUB est un prototype d'automitrailleuse conçu pendant l'entre-deux-guerres par le constructeur français Berliet. 

## Conception
Le Berliet VUB est présenté pour répondre au programme d'automitrailleuse de découverte (AMD) défini en 1931 pour la Cavalerie française. Il s'agit d'un véhicule à quatre roues motrices, avec les deux roues avant indépendantes et les deux arrières sur un essieu à grand débattement. L'AMD dispose de deux postes de conduites.
Le prototype reçoit une tourelle de l'atelier de fabrication de Vincennes, équipée d'un canon de 25 mm Hotchkiss et d'une mitrailleuse de 7,5 mm.
Après essais de juin à novembre 1933, la commission d'expérimentation de matériel automobile de Vincennes conclut que l'AMD Berliet a une bonne tenue de route, une conduite facile et de bonnes performances en tout-terrain mais qu'il est gêné par son poids trop lourd, qui créée également des ruptures de pièces.
Le VUB n'est pas retenu, et c'est finalement la Panhard 178 qui devient en 1935 l'AMD standard de la Cavalerie.